# Franciszek Kupidłowski
Franciszek Kupidłowski (ur. 18 stycznia 1911, zm. 12 września 1939 w Miękiszu Starym) – porucznik obserwator Wojska Polskiego.

## Życiorys
Ukończył Szkołę Podchorążych Piechoty w Komorowie. Na stopień podporucznik został mianowany ze starszeństwem z 15 października 1935 i 330. lokatą w korpusie oficerów piechoty, a następnie zgłosił się ochotniczo na organizowany przez Centrum Wyszkolenia Lotnictwa nr 1 w Dęblinie kurs obserwatorów. Po ukończeniu został wcielony do 1 Pułku Lotniczego w Warszawie, jednocześnie został otrzymując przeniesienie korpusu oficerów lotnictwa. Na stopień porucznika został mianowany ze starszeństwem z 19 marca 1939 i 23. lokatą w korpusie oficerów lotnictwa, grupa liniowa. W tym samym czasie pełnił służbę w 211 eskadrze bombowej na stanowisku obserwatora.
W składzie 211 eskadrze bombowej walczył w kampanii wrześniowej. 12 września 1939, jako dowódca załogi samolotu PZL P-37B Łoś wystartował z lotniska Gnojno-Owadno na lot bojowy, aby zbombardować hitlerowską kolumnę pancerną, która znajdowała się na szosie z Radymna do Jaworowa. Podczas powrotu samolot został zaatakowany przez niemieckie myśliwce Messerschmitt Me-109 i trafiony płonąc spadł na pola wsi Miękisz Stary. Zginął śmiercią lotnika razem z pozostałymi członkami załogi: podporucznikiem pilotem Stanisławem Sierpińskim oraz kapralami strzelcami radiotelegrafistami Henrykiem Koniuszewskim i Klemensem Mazurem. 
Został pochowany na cmentarzu we wsi Charytany. 
Franciszek Kupidłowski został pośmiertnie odznaczony Krzyżem Walecznych.
We wsi Miękisz Stary, po zachodniej stronie drogi do wsi Charytany, znajduje się pomnik upamiętniający członków załogi porucznika Kupidłowskiego.